# Сільченко Валерій Васильович
Валерій Васильович Сільченко — російський політик, народний депутат РФ (1990—1993).
Закінчив Брянський будівельний технікум. Працював машиністом локомотивного депо станції Унеча Московської залізниці (Брянська область). На виборах 1990 року був обраний по територіальному округу 295 (Брянська область). Входив до депутатського об'єднання «Робочий союз Росії».